# Kisunyom
Kisunyom là một thị trấn thuộc hạt Vas, Hungary. Thị trấn này có diện tích 10 km², dân số năm 2010 là 420 người, mật độ 42 người/km².